# コラ (都市)
座標: 北緯68度53分 東経33度03分 / 北緯68.883度 東経33.050度

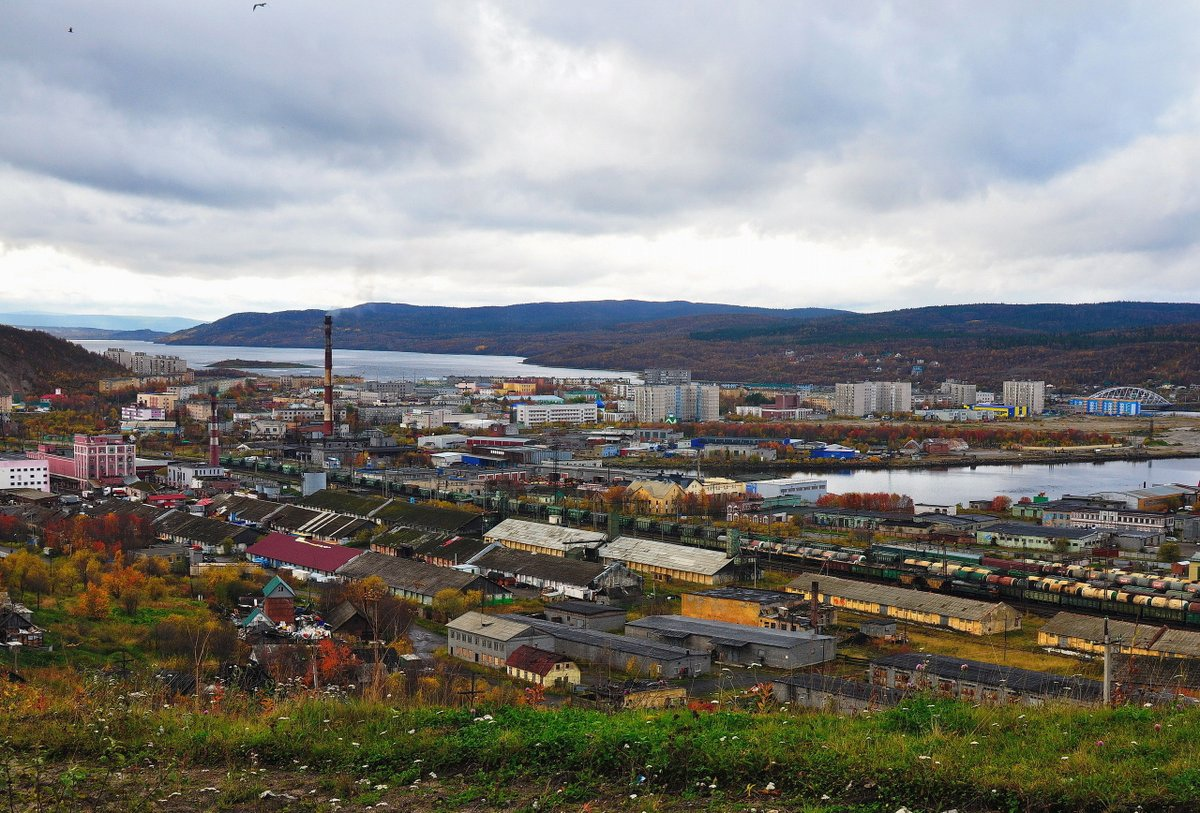

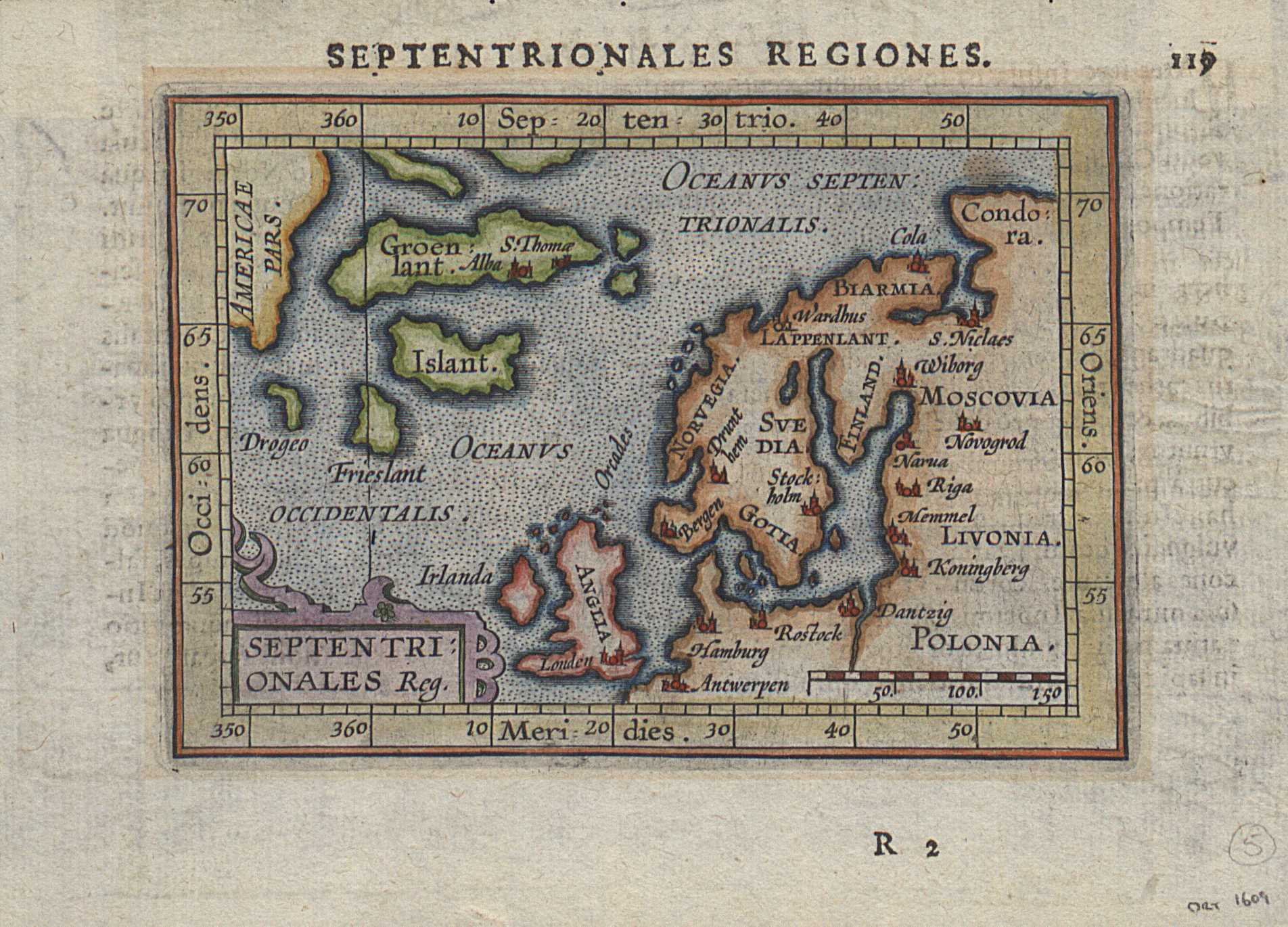
1601年にオランダで作られた北欧と北極海の地図。コラの地名も記されている。

コラ（Ко́ла, 北部サーミ語: Guoládat, スコルトサーミ語: Kuâlõk）は、ロシアのムルマンスク州にある町。人口は、9,016人（2021年）。
州都ムルマンスクから南へ12km、軍港セヴェロモルスクからは南西へ24km。コラ半島でも最古の町である。コラ川（コラ湾）とトゥロマ川との合流点に位置する。
コロ教区（волость Коло）の名は1264年のノヴゴロド公国の年代記に初出する。この地方にはサーミ人が住んでいたが、ロシアからもポモールが入植しており、1565年にはポモール達によりコラの砦が建設された。1590年から1595年のロシア・スウェーデン戦争ではスウェーデン軍に攻められたが守り切っている。17世紀にはポモールによるスピッツベルゲン島・ノヴァヤゼムリャ島への遠征の出発地として、またモスクワ大公国と北欧・西欧諸国の海上貿易の中継地として栄えた。ロシア・スウェーデン戦争で破壊されたペチェンガ修道院はペチェンガで再建されるまでの間、一旦この地へ移っている。
1784年にはコラは町としての地位を承認されたが、ロシアがサンクトペテルブルクに首都を移しバルト諸国を征服してバルト海に足がかりを築いた後は衰退していった。ロシア政府の流刑地となったコラは、クリミア戦争でイギリス海軍の20時間にわたる砲撃を受けて炎上し、衰退に拍車がかかった。地方の中心はコラからケミに移り、海沿いにムルマンスクの港が新たに築かれるとコラの存在は霞んだ。
コラの要塞の土でできた防塁や堀は今も地下に埋まっているが、コラ半島でも最初の石造建築であったと考えられる生神女福音大聖堂（1800年 - 1809年）は今も建っている。その他の観光名所にはポモールの暮らしを展示する博物館、およびロシア最北の温泉がある。